# ワッパー
ワッパー（WHOPPER）は、国際的なハンバーガーファストフードのチェーンであるバーガーキングで売られている商品である。
1957年に導入され、大きさやパンの変更を含め、何度かの変遷を経た。アメリカ合衆国のファストフード業界でとても有名なメニューの1つであり、有名であるが故にバーガーキングは看板等で自らを「ワッパーの家」（the Home of the Whopper）と宣伝している。
地域や国の嗜好に合わせて、何種類かのワッパーが販売されている。また商品を飽きさせないために、様々な具材を追加した地域や期間限定のワッパーが販売されることもある。
ワッパーとは並外れて大きなもの（something unusually large or otherwise extreme of its kind）という意味で、1712年ごろより使用されてきた英単語である。スラングで「大ぼら」や「嘘」の意味もある。

## 商品
オリジナルのワッパーは、セサミバンズに1/4ポンド（113.4 g）のビーフパティ、マヨネーズ、レタス、トマト、ピクルス、ケチャップ、スライスオニオンを挟んだハンバーガーである。好みで、プロセスチーズ、ベーコン、マスタード、ハラペーニョを追加することもできる。地域限定の香辛料には、バーベキューソース、サルサ、ワカモレがあり、タルタルソース、ハニーマスタード、ステーキソース、ホットソースが選べる地域もある。

### メニュー
通常のワッパーのメニューには次のようなものがある：
- ダブルワッパー - 2枚の4オンスビーフパティ
- トリプルワッパー - 3枚の4オンスビーフパティ
ヨーロッパでは、通常チーズは入らないが、アメリカ合衆国ではチーズも含まれる[3]。
- ワッパージュニア - 1枚の2オンスビーフパティ

#### その他のメニュー

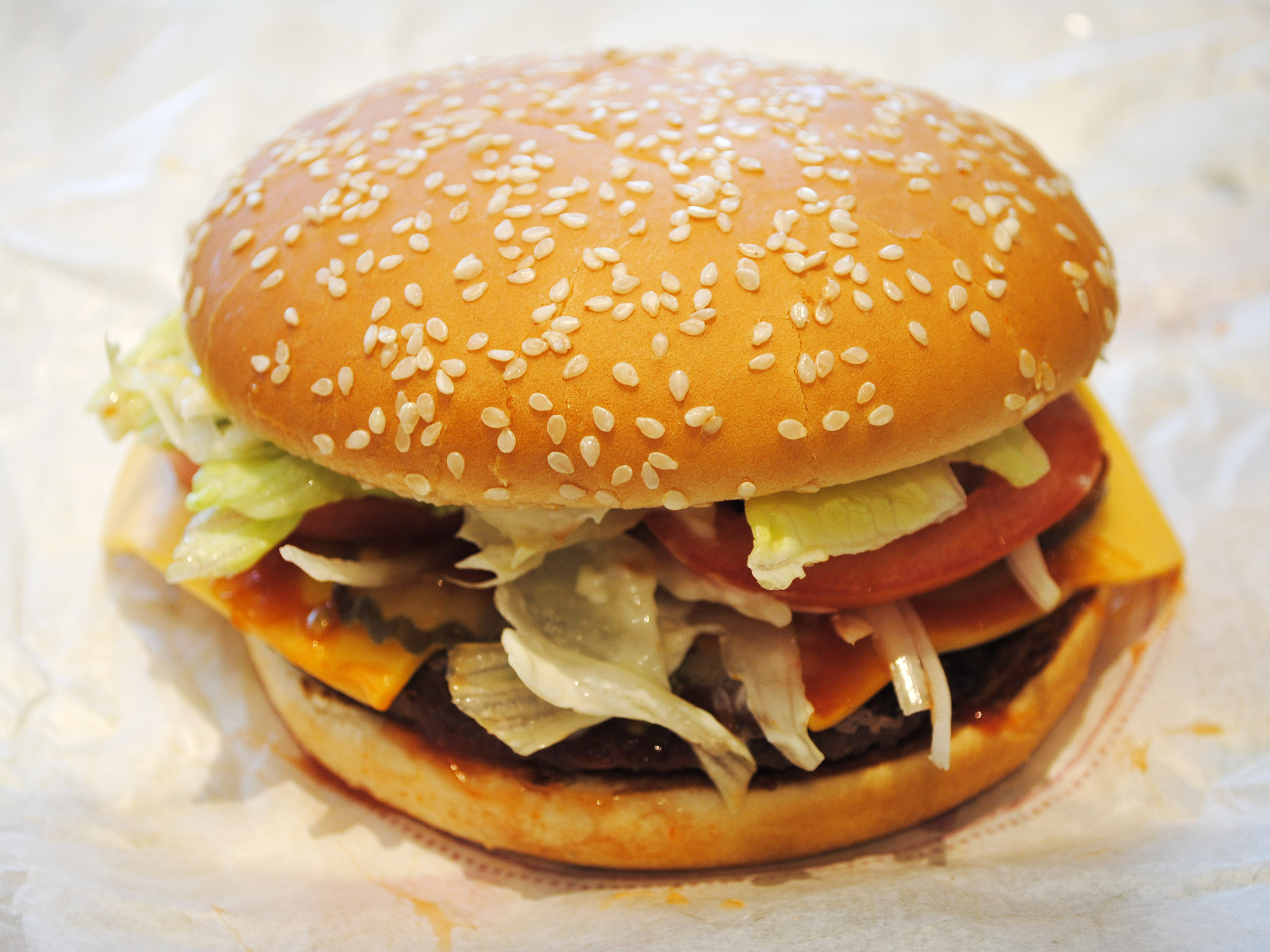
ワッパーチーズ）

- ベーコンチーズワッパー - 1枚の4オンスビーフパティ、4.5ピースのベーコン、2スライスのアメリカンチーズ
- ベジーワッパー - ビーフパティなし
- ダブルワッパージュニア - 2枚の2オンスビーフパティ

#### 期間限定のメニュー
- アングリーワッパー - ペッパージャックチーズ、ハラペーニョ、アングリーソース、「アングリーオニオン」を追加
ヨーロッパ、カナダ、オーストラリア、ブラジル、アメリカ合衆国で販売[4]。
- ベーコンスイスワッパー - スイスチーズ、ベーコンを追加
アメリカ合衆国、カナダで販売
- カリフォルニアフレッシュワッパー - ピクルス、マヨネーズの代わりにサワークリームとオニオンのドレッシング、きゅうり
スウェーデンで販売
- ダークワッパー - ペッパージャックチーズ、ブラックペッパーケチャップ、グリルソース
『スパイダーマン3』とタイアップしてイギリス、アイルランドで販売
- ダークワッパー - ケチャップの代わりにバーベキューソース、ピクルス抜き
『ダークナイト』とタイアップしてオーストラリアで販売
- インディワッパー - ペッパージャックチーズ、ブラックケイジャンマヨネーズ、ベーコンを追加
『インディ・ジョーンズ/クリスタル・スカルの王国』とタイアップしてイギリス[4]、カナダで販売
- アルティメットダブルワッパー（エクストリームワッパー） - 2枚のアメリカンチーズ、8.5ピースのベーコンを追加
アメリカ合衆国、カナダ、オーストラリアで販売。アルゼンチンとチリでは、ワッパーエクストリーム、ウルトラワッパーとしてレギュラー販売
- フィエスタワッパー - ケチャップの代わりにスパイシーソース、ペッパージャックチーズ、ピクルス抜き
アメリカ合衆国、カナダで販売
- ピニャータワッパー - ハラペーニョ、トルティーヤ・チップス、ホットソースを追加
スウェーデン、デンマークで販売
- テキサスダブルワッパー - ハラペーニョペッパー、ベーコン、ケチャップの代わりにマスタード
アメリカ合衆国、カナダで販売。エルサルバドルとチリではレギュラー販売
- メキシカンワッパー - マヨネーズとピクルスの代わりにホットソースとホットペッパー
スウェーデン、メキシコ、オーストラリアで販売
- ウェスタンワッパー - バーベキューソース、チェダーチーズまたはアメリカンチーズ、ベーコンを追加。ダブルまたはトリプルも可
アメリカ合衆国、カナダ、オーストラリア、アルゼンチン、ハンガリーで販売
- ミートビーストワッパー - ベーコン、アメリカンチーズ、スライスペパロニを追加
イギリス、アイルランドで販売
- ウィンドウズ7ワッパー - マイクロソフトのWindows 7とタイアップとして日本で販売されたメニューであり、7枚の1/4ポンド（113.4 g）のビーフパティが用いられている[5]。
- マスタードワッパー - ケチャップの代わりにマスタード
- ウィプラッシュワッパー - ペッパージャックチーズ、スパイシーマヨネーズ、クリスピーレッドペッパーを追加
- どろソースワッパー - 日本の関西エリアなんばセンター街店オープン記念で販売されたメニューであり、アングリーソースとオリバーソースのどろソースをブレンドしたソースが用いられている[6]。

#### 地域限定のメニュー

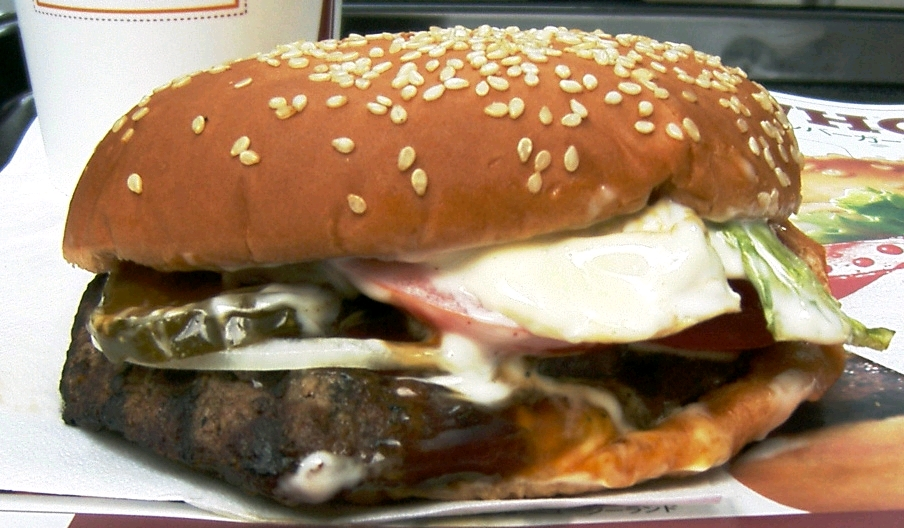
テリヤキワッパー

- ガーリックワッパー - みじん切りのニンニクを追加
イスラエルとスウェーデンの一部で販売
- マスタードワッパー - マヨネーズの代わりにマスタード
アリゾナ州、ニューメキシコ州、オクラホマ州、テキサス州で販売
- ロデオワッパー - オニオンとケチャップの代わりにオニオンリングとバーベキューソース
アルゼンチンとイスラエルで販売
- ペッパーワッパー - マヨネーズ、チーズの代わりにハラペーニョ、タバスコ
スウェーデンで販売
- ローストオニオンマッシュルームワッパー
イスラエルで販売
- エッグワッパー - 目玉焼きを追加
オーストラリアで販売
- テリヤキワッパー - ケチャップの代わりにテリヤキソース
日本で販売
- イタリアンワッパー - レタスの代わりにアボカド
チリで販売
- アルフレスコワッパー - アボカドを追加
オーストラリアで販売
- ベーコンチーズダブルワッパー - 2枚の1/4ポンドビーフパティ、4ピースのベーコン、2スライスのアメリカンチーズ
日本と香港で販売
- プルコギワッパー - プルコギソース
韓国で販売
- クアトロチーズワッパー　-ケチャップの代わりにチーズソース、ゴーダチーズ、チェダーチーズ、モッツァレラチーズ
日本で販売

#### 過去に発売されたメニュー
- チキンワッパー - グリルドチキンフィレにマヨネーズ、レタス、トマト
- チキンワッパージュニア - 小さめのチキンフィレとバンズ、少量のトッピング
- クォーターパウンドチーズバーガー - クォーターパウンダーにケチャップ、オニオン、ピクルス、マスタード

チキンワッパーは、現在でもヨーロッパの一部と中東で販売している。アメリカ合衆国、トルコ、ニュージーランドでは、既にテンダーグリルチキンサンドイッチに置き換わっている。

## 歴史

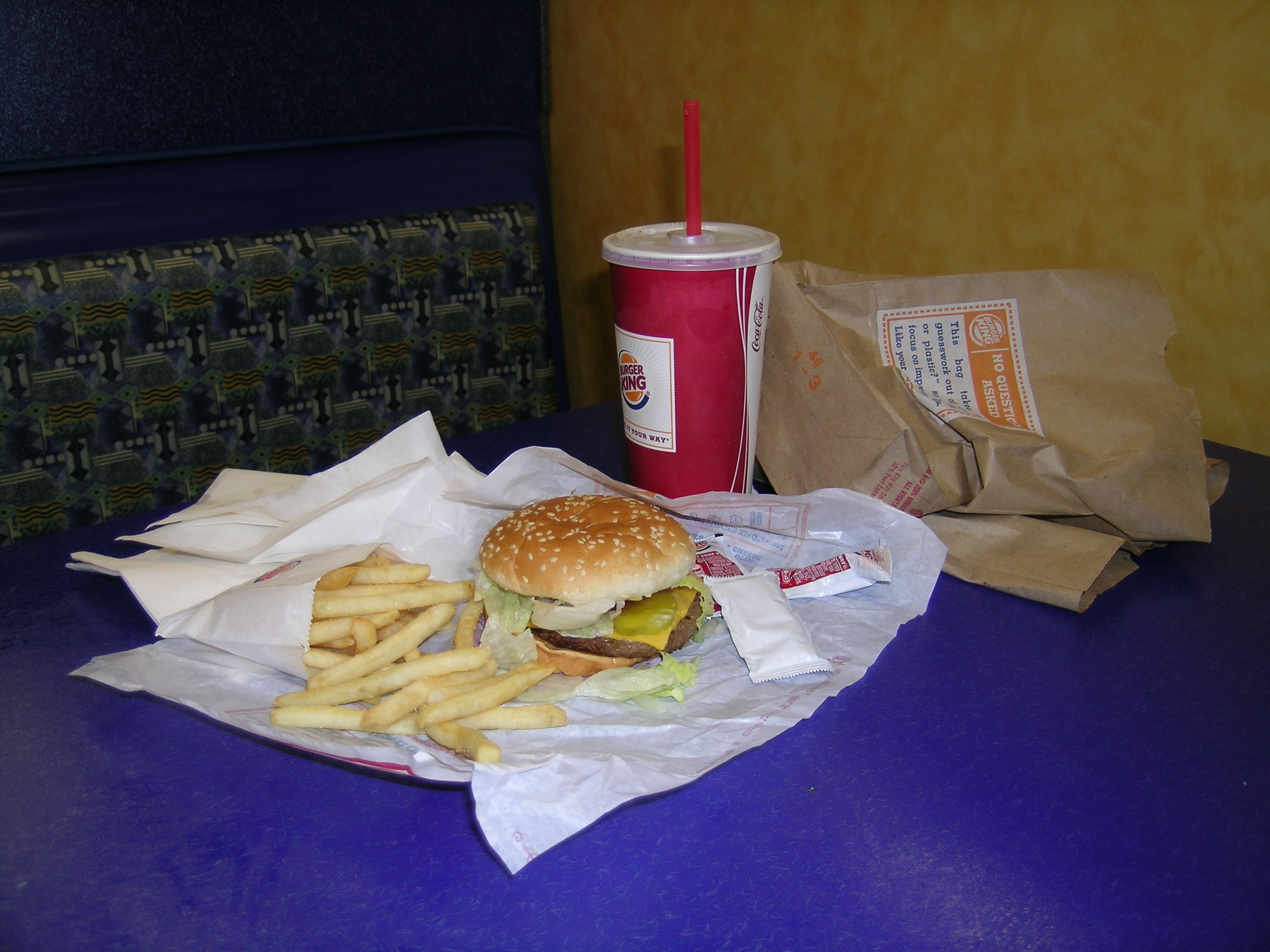
小さなフレンチフライ、ワッパージュニア、Barq'sのルートビア、ハインツのケチャップからなるバーガーキングの食事セット

ワッパーは1957年にバーガーキングの創業者Jim McLamoreによって発明された。「ワッパー」と名付けた理由は「何か大きいもののイメージを与える」（convey imagery of something big）ためだった。
1980年代の一時期には、ワッパーの総重量は1/3ポンドを超え、バンズはカイザーロールに変更された。その数年後、ワッパーは元の形態に戻った。2000年代初期には「1/3ポンドワッパー」が復活したが、やはり続かなかった。
包装は、当初から何度か変わっている。マクドナルドとは異なり、発泡スチレン製の貝殻型容器は使われず、1980年代後半に発泡スチレンの環境負荷が問題になっても、板紙製の容器で商品を販売し続けることができた。
紙の使用量を減らすために、1991年に板紙製の容器からろう紙製の容器に変わった。注文を受けてから調理を始めるスタイルに変えてからすぐ、ウェンディーズで使われているようなアルミ箔製の容器の利用も始まった。

### 宣伝
バーガーキングによるワッパーの当初の宣伝文句の1つは、「ワッパーの食べ方は1024通り」There are 1024 ways to have a Whopperというものであった。
これは、10種類の具材の有無を選択することができたので、210 =1,024通りの注文の仕方があることを意味していた。このコピーは後に、「ワッパーの注文の仕方には221,184の方法が可能である」There are 221,184 possible ways for a customer to order a Whopper sandwichと拡張された。
また別の宣伝文句には、「ワッパーを持つには両手が必要である」It takes two hands to handle the Whopperや「バーガーキング：ワッパーの家」Burger King: Home of the Whopperというものがあった。
ワッパーの50周年を記念した2007年の広告キャンペーンでは、ワッパーが割引されるというニュースを聞いた本物のラスベガス市民の反応が使われた。後のバージョンでは、マクドナルドのビッグマックやウェンディーズのシングルに対する同じ反応が使われた。ポスターやトレイライナー等の店内の広告では、ビッグマックの大きさや質を批判した。このキャンペーンは、2007年から2008年記のレストラン広告の最優秀作の1つとして、2009年のEffie Awardを受賞した。
2008年に公開された映画『インディ・ジョーンズ/クリスタル・スカルの王国』とタイアップしてインディワッパーを、『インクレディブル・ハルク』とタイアップしてアングリーワッパーを販売した。
2008年12月、バーガーキングは"Whopper Virgins."と呼ばれた試食キャンペーンを中心として宣伝キャンペーンを行う権利を購入した。このキャンペーンには、これまでバーガーキングやマクドナルドの存在を知らず、ハンバーガーを一度も食べたことが無い人が対象とされた。タイのバーンクンチャンカーン、グリーンランドのクルスク、ルーマニアのブデシュティという世界の3カ所で行われた。キャンペーンでは、初体験者はマクドナルドのビッグマックとバーガーキングのワッパーを食べ比べさせられ、どちらが好みか訪ねられた。結果は、ワッパーが最も人気であったという。
2017年4月、バーガーキングはGoogleの許可を取らずに英語版のこの記事を読ませるCMを作成した。「Connected Whopper」という題のこのCMの内容は冒頭の脚注で説明した通りであり、放映の数日前から(Burger King Corporation名義の)本人によるものを含めた多数の該当記事の編集がされていた。本人によるものも荒らしも明らかにWikipediaのガイドライン違反である。
Googleも該当音声をブロック。しかしバーガーキングは別バージョンを複数用意しており、そちらはブロックされていなかった模様。その後Wikipediaの上位権限者は該当記事をBurger Kingが編集する前の状態に戻し、保護レベルを“半保護”に変え、一般ユーザーが書き換えられないようにした。
一連の騒動はその後「Google Home Of The Whopper」の題で「Fearless Girl」（英語: Fearless Girl）を1票上回ってカンヌライオンズDirect部門のグランプリを獲得した。

### 名前と商標
WHOPPER（ワッパー）という商標はアメリカ合衆国のバーガーキングコーポレーション（Burger King Corporation）の登録商標（日本国登録商標第2097643号ほか）であり、登録商標記号を添えて使われる。なおWHOPPER JR. （ワッパージュニア）という名前は、EU法域においては権利者 Burger King Company LLC において2025年2月17日まで存続するものの、アメリカ合衆国の商標登録は2020年3月16日で失効している。

## 競合する商品
ワッパーは世界中で広く知られているため、マクドナルドやウェンディーズ等の競争相手はしばしば「ワッパーストッパー」と呼ばれるワッパーに良く似たハンバーガーを開発しようとした。
ウェンディーズは、トッピングは似ているが、バルキーロールに挟まれる「ビッグクラシック」を売り出し、マクドナルドにはMcDLTを含む少なくとも6つのバージョンがある。